# Juraj Minčík
Juraj Minčík (Spišská Stará Ves, 27 de marzo de 1977) es un deportista eslovaco que compitió en piragüismo en la modalidad de eslalon.
Participó en dos Juegos Olímpicos de Verano, en los años 1996 y 2000, obteniendo una medalla de bronce en Sídney 2000, en la prueba de C1 individual.
Ganó tres medallas en el Campeonato Mundial de Piragüismo en Eslalon entre los años 1995 y 2003, y ocho medallas en el Campeonato Europeo de Piragüismo en Eslalon entre los años 1998 y 2007.

## Palmarés internacional
| Juegos Olímpicos   | Juegos Olímpicos                     | Juegos Olímpicos  | Juegos Olímpicos |
| Año                | Lugar                                | Medalla           | Competición      |
| ------------------ | ------------------------------------ | ----------------- | ---------------- |
| 2000               | Sídney (Australia)                   | Medalla de bronce | C1 individual    |
| Campeonato Mundial |                                      |                   |                  |
| Año                | Lugar                                | Medalla           | Competición      |
| 1995               | Nottingham (Reino Unido)             | Medalla de bronce | C1 por equipos   |
| 1997               | Três Coroas (Brasil)                 | Medalla de oro    | C1 por equipos   |
| 2003               | Augsburgo (Alemania)                 | Medalla de oro    | C1 por equipos   |
| Campeonato Europeo |                                      |                   |                  |
| Año                | Lugar                                | Medalla           | Competición      |
| 1998               | Roudnice nad Labem (República Checa) | Medalla de oro    | C1 por equipos   |
| 2000               | Mezzana (Italia)                     | Medalla de oro    | C1 por equipos   |
| 2000               | Mezzana (Italia)                     | Medalla de plata  | C1 individual    |
| 2002               | Bratislava (Eslovaquia)              | Medalla de oro    | C1 por equipos   |
| 2004               | Skopie (Macedonia)                   | Medalla de plata  | C1 por equipos   |
| 2005               | Tacen (Eslovenia)                    | Medalla de oro    | C1 por equipos   |
| 2006               | L'Argentière-la-Bessée (Francia)     | Medalla de plata  | C1 por equipos   |
| 2007               | Liptovský Mikuláš (Eslovaquia)       | Medalla de oro    | C1 por equipos   |